# Consell departamental dels Alps de l'Alta Provença
El Consell departamental dels Alps de l'Alta Provença (en francès conseil départemental des Alpes-de-Haute-Provence) és l'assemblea deliberant del departament francès dels Alps de l'Alta Provença, a la regió del Provença – Alps – Costa Blava. La seu es troba a Digne.

## Composició
El març de 2015 el Consell departamental era constituït per 30 elegits pels 15 cantons dels Alps de l'Alta Provença.
| Partit                              | Sigles | Electes |
| ----------------------------------- | ------ | ------- |
| Majoria (20 escons)                 |        |         |
| Partit Socialista                   | PS     | 17      |
| Divers gauche                       | DVD    | 2       |
| Europa Ecologia-Els Verds           | EELV   | 1       |
| Oposició (10 escons)                |        |         |
| Els Republicans                     | LR     | 4       |
| Divers Droite                       | DVD    | 4       |
| Unió dels demòcrates i independents | UDI    | 2       |

## Presidents
| 2012- | Gilbert Sauvan | PS |